# نمایش مورمور
نمایش مورمور (انگلیسی: Creepshow) فیلمی در ژانر ترسناک، علمی–تخیلی، و کمدی به کارگردانی جرج رومرو است که در سال ۱۹۸۲ منتشر شد.

## خلاصه داستان
فیلم شامل پنج داستان ترسناک است. اولین داستان دربارهٔ مردی است که از گور خود برخاسته تا کیک روز پدر را که دختر قاتلش هیچگاه به او نداد را بدست آورد. داستان دوم در مورد کشاورزی است که شهاب سنگی کشف می‌کند که همه چیز را به گیاه تبدیل می‌کند و…

## بازیگران
- هال هالبروک
- آدرین باربو
- فریتس ویور
- لسلی نیلسن
- ای. جی. مارشال
- ویوسا لیندفورش
- اد هریس
- تد دنسن
- استیون کینگ
- جو هیل
- رابرت هارپر
- گیلن راس
- تام اتکینز
- تام ساوینی
- کری نای